# بلرمور، آلبرتا
بلرمور، آلبرتا (به انگلیسی: Blairmore, Alberta) یک منطقهٔ مسکونی در کانادا است که در آلبرتا واقع شده‌است. بلرمور ۱٬۵۴۵ نفر جمعیت دارد.